# Storgatan, Halmstad
Storgatan är en gata i Centrum i Halmstad. Den nordliga delen av gatan, mellan Norre Port och korsningen med Brogatan, är gågata med många av stadens restauranger. Söder om Brogatan passerar Storgatan Stora Torg och Halmstads rådhus.
Namnet Storgatan fastställdes 1887. Innan dess hade den uppfattats som två olika gator, som möttes vid torget. Namnen Nörregade och Söndergade är belagda från 1530-talet. Nörregade försvenskades senare till Norregatan och någon gång under 1700-talet ändrades namnet till Östra Långgatan eller Österlånggatan. Storgatan gick tidigare ända ned till Halmstads slott, innan Slottsbron anlagts och Gamla Läroverket rivits omkring 1960.
Storgatan ledde fram till 1958 genomfartstrafiken på Riksväg 2 mellan Norre Port och Brogatan/Österbro.

## Bildgalleri

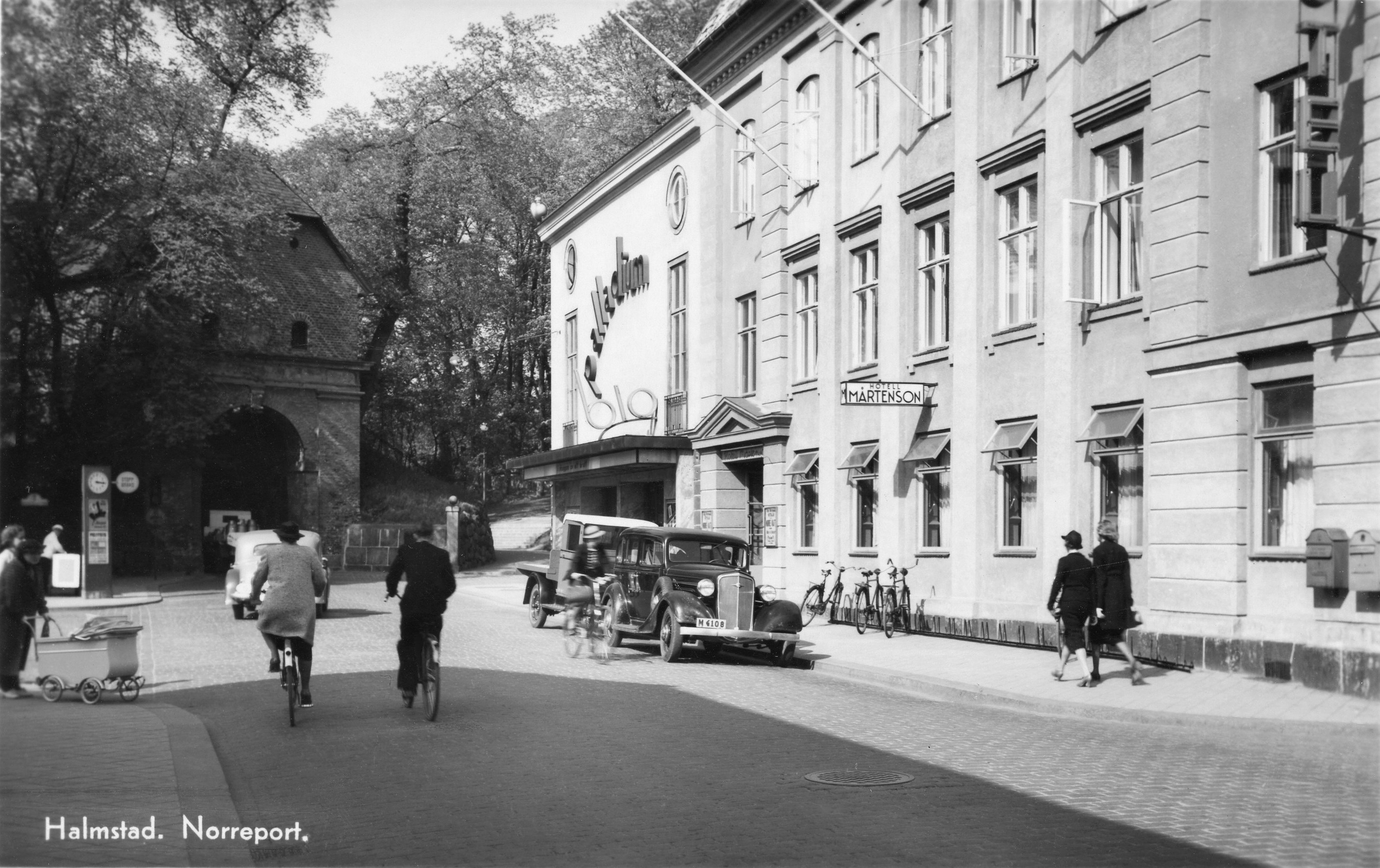
Norra delen av Storgatan, 1940-tal
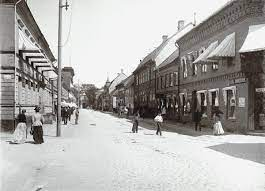
Storgatan från hörnet med dåvarande Magasinsgatan (nuvarande Klammerdammsgatan) 1886 eller något senare
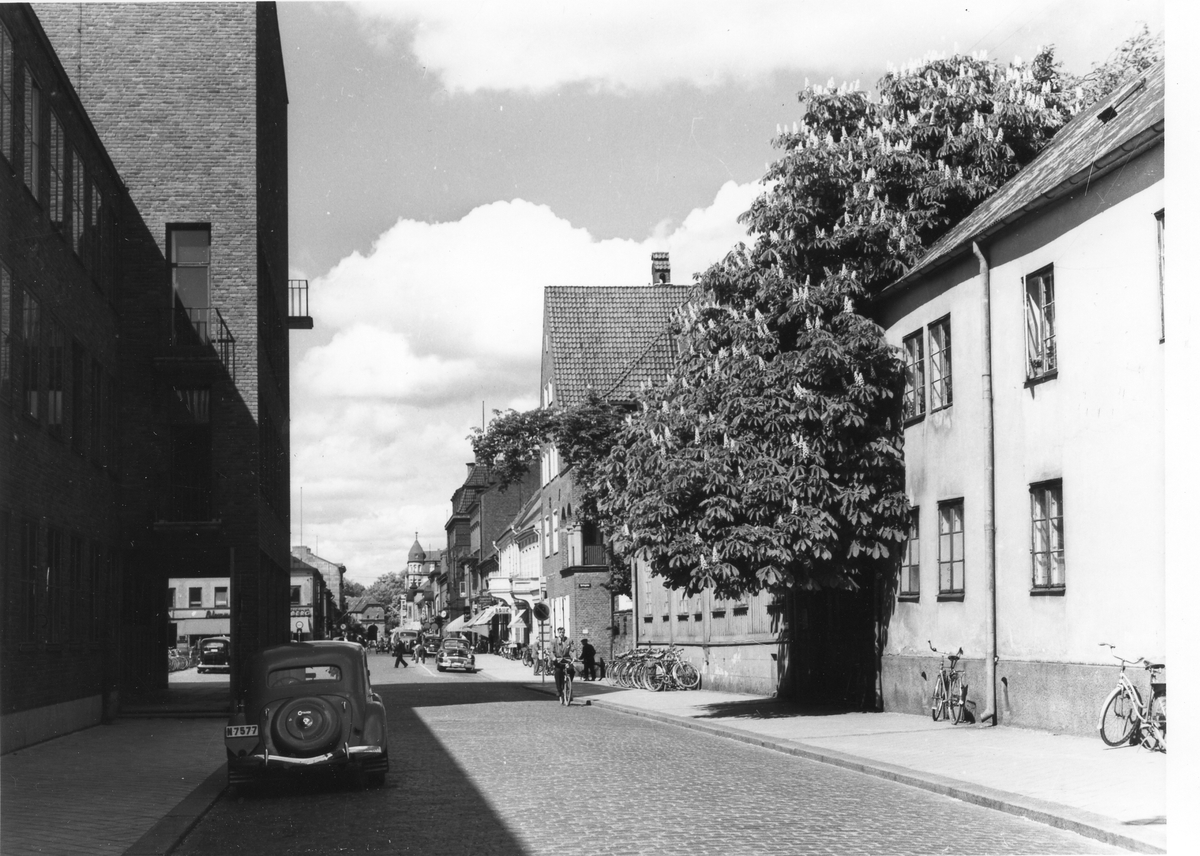
Storgatan söder om Stora Torg, omkring 1945. Bakom kastanjen till höger skymtar det Tollska huset från 1780-talet och bakom syns sadeltaket till Sparbankshuset från 1914. I fonden syns tornet på Twistens gård och Norre Port. Foto: Stig Hartman.
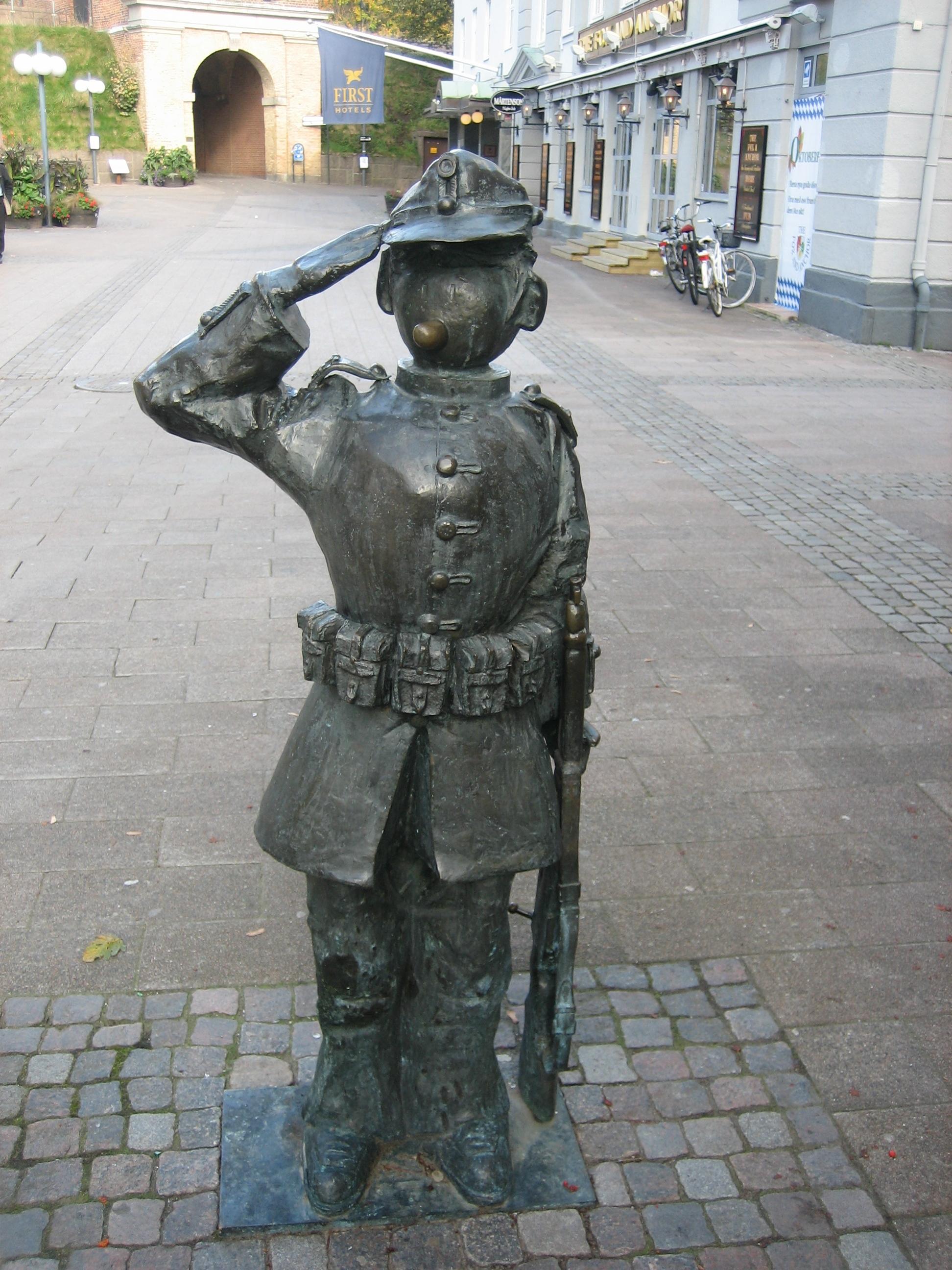
91:an Karlsson av Nils Egerbrandt på Storgatan i Halmstad. Skulpturen flyttades 2017 till en ny plats på Norre Torg, invid Norre Port.

## Byggnader och torg
- Gamla läroverket
- Hotel Scandic Hallandia
- Halmstads rådhus
- Sparbankshuset
- Stora Torg
- Gallerian
- Brovakten 8
- Sternerhuset
- Combihuset
- Kirsten Munks hus
- Twistens gård
- Hallands Enskilda Banks byggnad
- Norre Torg
- Hotell Mårtenson
- Norre Port